# Сельское поселение «Яблоновское»
Сельское поселение «Яблоновское» — муниципальное образование в Читинском районе Забайкальского края Российской Федерации.
Административный центр — село Яблоново.

## История
Статус и границы городского поселения установлены Законом Читинской области от 19 мая 2004 года «Об установлении границ, наименований вновь образованных муниципальных образований и наделении их статусом сельского, городского поселения в Читинской области».
Законом Забайкальского края от 2 апреля 2019 года № 1700-ЗЗК «О преобразовании городского поселения „Яблоновское“, входящего в состав муниципального района „Читинский район“ Забайкальского края» преобразовано в сельское поселение.

## Население
| 2009 | 2010 | 2011 | 2012 | 2013 | 2014 | 2015 |
| ---- | ---- | ---- | ---- | ---- | ---- | ---- |
| 683  | ↗955 | ↘954 | ↘921 | ↘891 | ↘870 | ↘867 |
| 2016 | 2017 | 2018 | 2019 | 2020 | 2021 |      |
| ↘840 | ↗848 | ↘822 | ↘811 | ↘797 | ↘750 |      |

## Состав городского поселения
| № | Населённый пункт | Тип населённого пункта          | Население |
| - | ---------------- | ------------------------------- | --------- |
| 1 | Кука             | посёлок железнодорожной станции | ↗140      |
| 2 | Яблоново         | село, административный центр    | ↘661      |